# モティジン
モティジン（宇: Мотижин、英: Motyzhyn）は、ウクライナのキーウ州ブチャ地区（ラヨン）のマカリウ村落にある村。首都キーウから西に45km離れたところに位置している。
2022年7月18日の行政改革までは、この村はマカリウ地区に存在した。

## ロシア・ウクライナ戦争
2014年にロシアによるウクライナ侵略が始まった後、オリハ・スヘンコ率いる村議会は、対テロ作戦を支援するボランティア組織を結成し、まずモティジンの村の男性を募った。
村議会は次に、ウクライナ東部の親ロシア武装集団に対抗する合同作戦部隊からの退役軍人を募集した。
2022年2月27日から3月28日まで村はロシアの占領下にあり、後にウクライナ軍によって解放された。
ロシアの部隊らは村長、夫のイーホル、息子でサッカークラブ「シーガル」の元選手を殺害した。 4月2日、モティジン近くの森で、家族らと他の約30人の拷問を受けたウクライナ市民の遺体が発見された。その中には35歳のボランティアのセルヒー・クーブルシュコもいた。

## 報道
- 後ろ手に縛られた村長ら5人の遺体発見 ウクライナ首都西方 AFP 2022年4月5日
- 【速報】「11人の村長がロシア軍に拘束」ウクライナ副首相が発表 2022/04/03 ANN
- ロシア軍に深く根付いた「残虐行為の文化」 2022.04.07 CNN
- ウクライナでロシア軍による拉致事件が多発　市長がジャーナリストが次々…狙いは？ 2022.04.07

## 画像
2022年ロシアのウクライナ侵攻前
- 村の入り口の表示
- 外来クリニック
- 事業所